# Georg Kirner
Georg „Schorsch“ Kirner  (* Februar 1936 in Holzkirchen (Oberbayern)) ist ein deutscher Abenteuerreisender, Amateur-Ethnologe und Buchautor.

## Leben
Georg Kirner wurde als Sohn eines Knechts und einer Magd in Haid, einem Ortsteil von Holzkirchen, geboren und wuchs als Hirtenjunge auf einer Alm bei seiner Großmutter auf. Später machte er Bekanntschaft mit dem Unternehmer Ludwig Bölkow, der ihm zu einer kaufmännischen Ausbildung und einem Job als Zoll- und Wirtschaftsfachmann verhalf.
Mit 24 Jahren unternahm Kirner seine erste Reise mit dem Fahrrad zuerst nach Italien, danach bis nach Afrika. Insgesamt bereiste er in seinem Leben fast alle Länder der Erde: Nach eigenen Angaben waren es 197 Länder. Er dokumentierte das Leben von indigenen Völkern, die noch wenig Kontakt mit der modernen Zivilisation hatten. Auf seinen Reisen legte er unter anderem 40.000 Kilometer mit dem Fahrrad zurück und überlebte drei Flugzeugabstürze.
Ab Januar 2003 unternahm er noch als 67-Jähriger eine Expedition auf Skiern zum Südpol und war damit sowohl der erste Bayer als auch der älteste Mensch, der jemals zu Fuß den Südpol erreichte. Am 1. Januar 2018 war Kirner in der Sondersendung Das Spektakulärste von Kaum zu glauben! zu Gast.
Im Fernsehmagazin Wir in Bayern des Bayerischen Rundfunks wirkte Kirner 2013–2016 als Wanderexperte mit.
Georg Kirner wurde 1993 für seinen Einsatz für indigene Völker mit dem Bundesverdienstkreuz am Bande ausgezeichnet.

## Werke (Auswahl)
- Mein Weg zum Dalai Lama. Geographische Buchhandlung, Abt. Verlag, München 1975, ISBN 3-920397-99-7 (formal falsch).
- Menschen von der Zeit vergessen: Abenteuerreisen in die Steinzeit; Afrika – Neuguinea. Akropolis, München 1995, ISBN 978-3-929528-36-7.
- Ein Rucksack voller Abenteuer aus Russland und der Mongolei. Aufgezeichnet von Peter Puller. Tobias Dannheimer, Kempten 2002, ISBN 3-88881-041-8.
- Ein Rucksack voller Erinnerungen: Abschied vom Abenteuer. Dannheimer, Kempten 2004, ISBN 978-3-88881-049-7.
- Georg „Girgl“ Jennerwein – Wie es wirklich war. Mitautor ist Hias Krinner. 2017.